# شيخ سرخ الدين سفلي (مقاطعة غيلانغرب)
شيخ‌سرخ‌الدين سفلي (بالفارسية: شیخ‌سرخ‌الدین سفلی) هي قرية تقع في منطقة مركزية ريفية في إيران. يقدر عدد سكانها بـ 146 نسمة .